# الذاكرة والشيخوخة

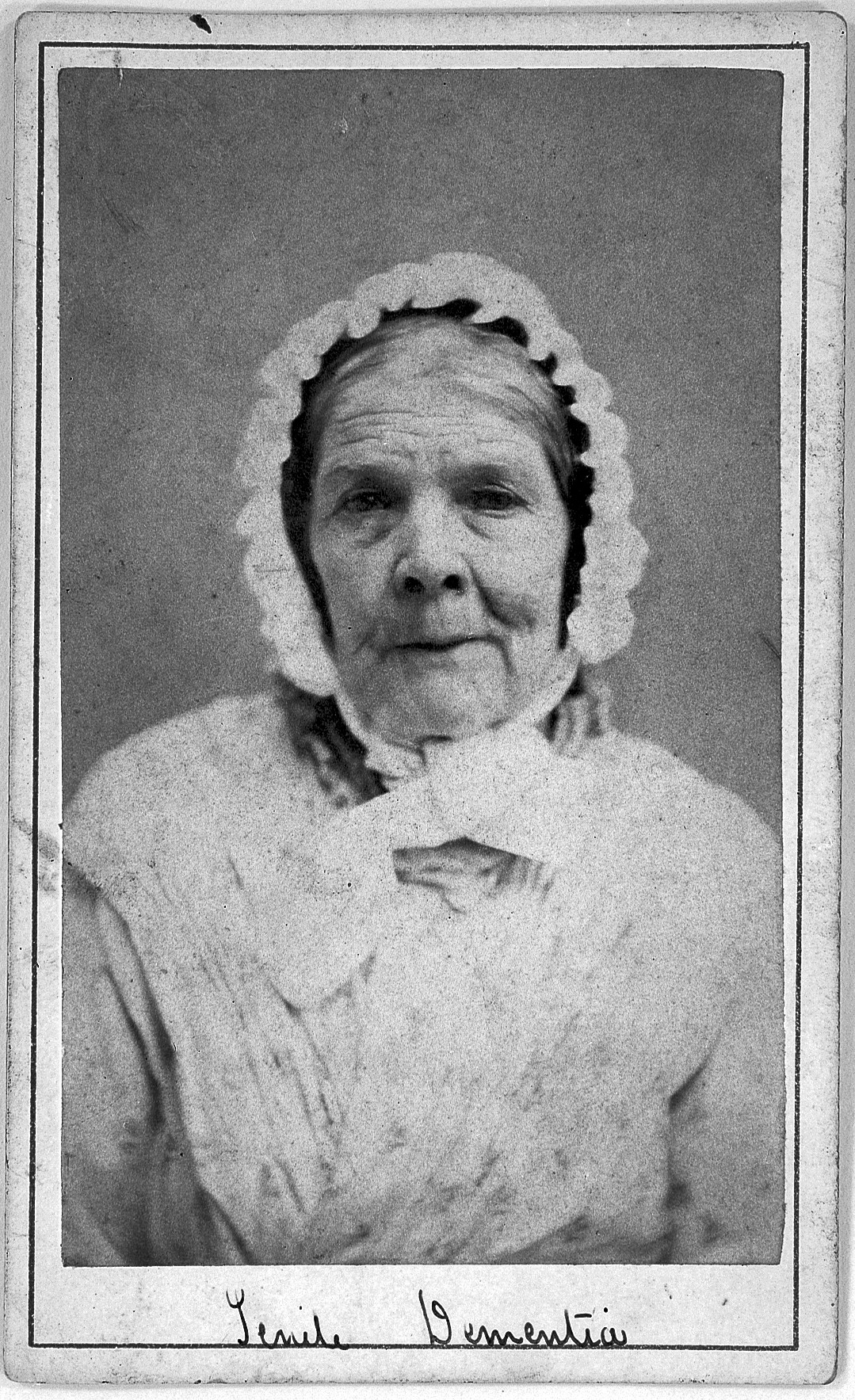
امرأة الذاكرة والشيخوخة مع تقدم في العمر و الخرف

يرتبط فقدان الذاكرة بعمر الإنسان، ويوصف أحيانا بأنه «تقدم طبيعي في السن» ويختلف نوعياً عن فقدان الذاكرة المرتبط بالجنون، والتي يعتقد بأن لديه آلية في الدماغ مختلفة مثل مرض الزهايمر.

## الضعف الادراكي الطفيف
الضعف الإدراكي الطفيف هي حالة يواجه فيها الإنسان مشاكل في الذاكرة، وتكون أكثر في كثير من الأحيان من حالة الشخص الطبيعي والذي بنفس عمر الشخص المريض. ومع ذلك لا تمنع هذه الأعراض صاحبها من القيام بأنشطة الحياة اليومية، وليست شديدة الخطورة مثل أعراض مرض الزهايمر. فغالبًا ما تتضمن الأعراض وضع الأشياء في غير موضعها، ونسيان الأحداث أو المواعيد، وصعوبة في العثور على الكلمات.
وفقا للبحث الأخير، تبين أن الضعف الإدراكي الطفيف حالة انتقالية بين التغيرات المعرفية للشيخوخة الطبيعية ومرض الزهايمر. وقد أشارت العديد من الدراسات إلى أن الأفراد الذين يعانون من ضعف الإدراكي الطفيف هم في خطر متزايد لتطوير مرض الزهايمر، تتراوح بين 1٪ إلى 25٪ سنويا،  وقد أظهرت إحدى الدراسات أن نسبة 24٪ من مرضى الضعف الإدراكي الطفيف تقدم إلى مرض الزهايمر خلال سنتين ونسبة  20٪ من مرضى الضعف الإدراكي الطفيف تطور إلى مرض الزهايمر على مدى أكثر من ثلاث سنوات، في حين أشارت دراسة أخرى إلى أن تطور عينات مرض الضعف الإدراكي الطفيف كان بنسبة 55٪ خلال 4 سنوات ونصف، ومع ذلك أن بعض المرضى الذين يعانون من الضعف الإدراكي الطفيف لم يتقدم مرضهم إلى مرض الزهايمر.
و كما أشارت الدراسات إلى الأنماط التي يتضمنها كل من مرض الضعف الإدراكي الطفيف ومرض الزهايمر، ومثل أولئك الذين يعانون من الضعف الإدراكي الطفيف هناك الكثير من المرضى الذين يعانون من مرض الزهايمر ولديهم صعوبة في التعرف على الكلمات بدقة واستخدامها بشكل مناسب في الجمل عند الطلب منهم بالقيام بذلك. في حين كان أداء مرضى ضعف الإدراكي الطفيف أقل في هذه الوظائف من مجموعة التحكم، وعلى العموم فإن أداء مرضى الزهايمر أسوأ.
و مع ذلك برزت قدرات مرضى الضعف الإدراكي الطفيف. ونظرا للقدرة على تزويد بشواهد وذلك للتعويض عن الصعوبات التي يواجهونها. فشلوا مرضى الزهايمر من استخدام أي استراتيجيات تعويضية وبالتالي أُظهر الفرق بين الذاكرة العرضية والأداء التنفيذي.

## الشيخوخة الطبيعية
وترتبط الشيخوخة الطبيعية مع انخفاض العديد من قدرات الذاكرة المختلفة ومن المهام المعرفية، وتسمى هذه الظاهرة باسم عجز الذاكرة المرتبط بالعمر ((AMIأو ضمور الذاكرة المرتبط بالعمر (AAMI)، تظهر القدرة على ترميز ذكريات جديدة من الأحداث أو الحقائق والذاكرة العاملة انخفاض في كل من الدراسات المقطعية والطولية.  وتقارن الدراسات بين آثار الشيخوخة على الذاكرة العرضية والذاكرة الدلالية، وتجد الذاكرة قصيرة المدى والفتيلة أن الذاكرة العرضية ضعيفة، ولا سيما في الشيخوخة الطبيعية. وقد يكون العجز مرتبطاً بعاهات عقلية والتي يمكن تتضح من القدرة على تحديث المعلومات التي تمت معالجتها مؤخراً.
ومصدر المعلومات هو أحد أنواع الذاكرة العرضية التي يعاني منها الإنسان مع تقدم العمر; ويشمل هذا النوع على المعرفة أين ومتى تعلم الشخص المعلومات. ويمكن أن تكون معرفة مصدر وسياق المعلومات مهمة للغاية في صنع القرارات اليومية، ولهذا السبب هي إحدى الطرق التي يمكن أن تؤثر في انخفاض الذاكرة على حياة كبار السن. لذلك، فإن الاعتماد على المنظور النمطي السياسي هو إحدى الطرق وذلك لاستخدام معارفهم حول المصادر عند إصدار الأحكام، وتكتسب استخدام المعرفة الإدراكية  الفوقية أهمية. وقد يكون هذا العجز مرتبطًا بانخفاض القدرة على ربط المعلومات معًا في الذاكرة أثناء قيام الذاكرة بالترميز واسترداد تلك الارتباطات في وقت لاحق.
تدعم الشبكات الممتدة في الجبهة والشبكات الصدغية وشبكات الفصوص الأمامية والذاكرة العرضية. وأغلب الظن أن الروابط بين الفصين تمكن من جوانب متميزة في الذاكرة، في حين قد درست آثار الآفات المادة الرمادية على نطاق واسع، ولا يعرف سوى القليل عن سبل الألياف المتصلة. وقد تظهر في فترة الشيخوخة تدهور هيكل المادة البيضاء والذي يعتبر عامل عام ومهم، وزيادة تركيز الاهتمام على ترابط المادة البيضاء الحساسة.
 تؤثر التمارين على العديد من الأشخاص سواء كانوا صغارا أو كبارا. وبالنسبة للشباب إذا طبقت التمارين في حياتهم اليومية يمكن أن تشكل عادة ايجابية والتي يمكن غرسها فيهم طوال مرحلة البلوغ. ولكبار السن، وخاصة أولئك الذين يعانون من مرض الزهايمر أو غيرها من الأمراض التي تؤثر على الذاكرة، ويمكن استعادة حجم الذاكرة وتحسينها وذلك عندما يقدم الدماغ لتدريب جزء المخيخ من الدماغ.
على وجه الخصوص، يعتبر التعلم النقابي نوع آخر من الذاكرة العرضية، وقد ثبت عبر مختلف نماذج الدراسة أنها تكون عرضة لآثار الشيخوخة. وقد فسرت فرضية العجز النقابي ذلك والتي تنص على أن الشيخوخة ترتبط مع نقص في إنشاء واسترجاع الروابط بين وحدات المفردة من المعلومات. ويمكن أن تتضمن المعرفة حول السياق أو الأحداث أو العناصر. وقد تنخفض القدرة على ربط أجزاء من المعلومات مع سياقهم العرضي في إطار متسق لدى فئة كبار السن. وإضافة إلى ذلك، ينطوي أداء كبار السن في الاستدعاء الحر على التواصل الزمني إلى حد ما  أقل مما كانوا عليه في سن الشباب، وتصبح  الروابط المتعلقة بالتواصل أضعف مع التقدم في السن.
وقد تم التكهن بعدة أسباب تعود حول سبب استخدام كبار السن لاستراتيجيات الترميز والاسترجاع الأقل فعالية وذلك مع تقدمهم في السن. السبب الأول هو «عدم الاستخدام» وجهة النظر والتي تنص على أن يقل استخدام كبار السن لاستراتيجيات الذاكرة وذلك لأنها تتحرك بعيدا عن النظام التعليمي. والسبب الثاني هو فرضية «انخفاض القدرة على الانتباه»، مما يعني أن مشاركة كبار السن في المبادرات الذاتية تكون بشكل أقل وذلك بسبب انخفاض القدرة على الانتباه. والسبب الثالث هو «الفعالية الذاتية للذاكرة» والذي يشير إلى عدم امتلاك كبار السن للثقة تجاه أداء الذاكرة الخاصة بهم، مما يؤدي إلى عواقب سيئة. ومن المعروف أن مرضى مرض الزهايمر ومرضى الخرف تظهر لديهم صعوبة في المهام التي تنطوي على تسمية الصور وإجاد اللغة على حد سواء.
هناك ظاهرة واحدة تسمى ب لحظة الخرف والتي تعتبر بأنها نقص في الذاكرة وتظهر لأسباب بيولوجية، وحين مقاطعة شخص كبير في السن أثناء أدائه لمهمة من المهام فمن المحتمل سينسى المهمة التي في متناول يده، وقد أظهرت الدراسات أن دماغ المسنين لا يملك القدرة على إعادة التواصل مع المهام بعد انقطاع ويستمر في التركيز على انقطاع معين على عكس دماغ الأشخاص الأصغر سنا. ويعتبر هذا العجز عن القيام بمهام متعددة أمر طبيعي مع المسنين ومن المتوقع أنه سيصبح أكثر وضوحا مع زيادة نسبة الأجيال الأكبر سنا المستمرة في ميدان العمل.
ويشمل التفسير البيولوجي لعجز الذاكرة لدى المسنين على فحص عقول خمسة أشخاص من كبار السن وذلك بعد وفاتهم والتي تتمتع بذاكرة أفضل من المتوسط. ويطلق على هذه الفئة اسم «الطاعنين في السن» ووجد لديهم نسبة ألياف أقل من مجموعة متشابكة من البروتين تاو مما كانت علية في عقول المسنين الطبيعيين. ومع هذا، تم العثور على كمية مماثلة من صفائح الأميلويد.